# Winkelsbroek
Winkelsbroek is een natuurgebied van 24 hectare gelegen in Tielen aan beide oevers van de Grote Kaliebeek. Het vijvercomplex "Balderij" en omliggende weilanden liggen pal aan dit gebied. Het gebied is Europees beschermd als onderdeel van Natura 2000-gebied Bos- en heidegebieden ten oosten van Antwerpen.
Samen met het Rielens Gebroekt te Lichtaart vormt het twee aansluitende gebieden en samen met het gebied "De Waal" te Tielen vormen ze nu een uniek vogelreservaat waar buiten zeldzame vogels ook nog vele andere diersoorten verblijven. Daarnaast wordt ook een deel heide van het Militair domein Tielenheide (natuurgebied Tielenheide) als natuurgebied beheerd. 

## Fauna en Flora
Fauna
- Vogels - blauwborst, kleine karekiet, winter- en zomertaling, roerdomp